# 이갑득
이갑득(李甲得, Kap Deuk Lee, 1914년 2월 15일 –1984년 12월 8일)은 대한민국의 장로교 목회자이다.  부산의 거제교회와 대연중앙교회를 설립하고 브니엘 중고등학교 교목, 그리고 부산 동래의 신망애양로원교회 목사와 이사장을 역임하였다. 그는 개척 전도자이자 건실한 목회자였고, 기독교 교육자이자, 가난한 이들의 친구였고, 노인들을 위한 선한 목자였다. 기독교 역사학자 이상규 박사가 그의 사위이다.

## 생애
이갑득 목사는 부산시 북구 구포동 222번지에서 1914년(甲寅) 음력 2월 15일 곡물상(穀物商)을 하던 이광은(李光殷, 戊子1888. 5. 27- 1940. 3. 15) 옹과 박의선(朴義善, 辛卯 1891. 10. 10- 1952. 10. 9) 여사의 9남매 (4남 5녀) 중 장남으로 출생하였다. 출생순으로 말하면 두 번째였다. 누나가 이인순(仁順)이었고, 동생들이 갑수(甲壽), 갑부(甲富) 갑복(甲福), 갑득, 옥자, 춘자, 화자, 갑규(甲奎) 등이다. 4남 갑복은 일찍 사망했으므로 9남매가 성장했다.
구포공립보통학교를 거쳐 동래고등학교 재학 중 전도를 받고 신앙생활을 시작한 그는 만 20세 때인 1934년 5월 부산 구포의 구포교회 첫 총각집사가 되었고, 부산시 동래구 거제동으로 이주한 이후에는 동래 수안교회에 출석하던 중 1946년 5월에는 집사로 장립을 받았다. 안수집사로 교회를 섬기던 중 직접적으로 전도자의 소명을 받은 그는 1948년 5월에는 부산 YMCA직영 기독병원 전도사로 교역을 시작했다. 1949년 10월에는 자신의 거주지 인근에 거제교회를 설립했다. 당시 부산지방의 교회는 50여개 처에 불과했다. 이 무렵부터 의지할 곳 없는 가난한 이웃과 노인들에 대한 관심을 가지고 부산과 울산의 양육원 혹은 성도원에 관여하기 시작했다. 신학공부의 필요성을 절감한 그는 1953년 9월에는 고려신학교에 입학하여 3년간 수학하고 1956년 3월 고려신학교를 제10회로 졸업했다. 약 9년간 거제교회에서 시무하고 사임한 그는 1958년 10월에는 두 번째로 부산시 남구 대연동에서 대연중앙교회를 설립하고 6여 년 간 목회하였다. 1964년 4월부터는 브니엘중고등학교 교목으로 20년간 사역하고 1984년 2월 정년 은퇴하였다. 특히 그는 1940년대 중반부터 소천 하기까지 40여 년 간 신망애 양로원교회에서 무보수 목사로 혹은 양로원의 이사장으로 봉사하였고, 브니엘 중고등학교 교목으로 일하는 기간 동안에는 동래구 연산동 브니엘교회에서의 목회와  동산교회 설립과 목회에 관여하고 자신을 필요로 하는 곳에서 헌신하고, 1984년 12월 8일, 70세 나이로 소천하였다.

## 생애와 사역
- 1914. 2. 15  부산 구포에서 이광은 박의선의 10남매 중 장남으로 출생
- 1918. 1. 11  부인 김영선 출생
- 1924. 4.     구포공립보통학교 입학, 1928. 3월 졸업
- 1929. 4.     동래고등보통학교 입학, 1934년 졸업
- 1930. 4.     동래고등보통학교 2학년, 일기 쓰기 시작
- 1932. 11. 27  호주선교사 예원배(Albert Clement Wright)에게 학습
- 1933. 8. 11   주기철 목사에게 수세
- 1934. 5. 27   예원배 선교사에 의해 집사 피임
- 1936. 1. 9    김재도 이선애의 외동 딸 김영선과 혼인
- 1944. 1       부산 거제동으로 이사, 수안교회로 이적
- 1946. 5. 26   수안교회 집사 장립
- 1948. 5. 15   부산 YMCA 직영 기독병원 전도사
- 1949. 10. 1   거제교회 개척(거제 기도소로 출발) 1958년 7월(혹은 9월) 말 사임
- 1953. 3       신망애 양로원교회 목사
- 1953. 9. 15   고려신학교 입학, 1956. 3. 30 제10회 졸업
- 1958. 10. 28  대연중앙교회 개척, 1964. 1. 5 사임.
- 1960. 3. 10   강도사 인허 (고신 제9회 부산노회)
- 1962. 3. 9    목사 안수 (합동 제74회 경남노회)
- 1964. 4. 21   브니엘실업학교 교목 취임
- 1965. 1. 31   새마을 브니엘 교회 당회장, 1970. 3월까지
- 1970. 3. 2    브니엘교회 담임(동사)목사, 1971. 8월까지
- 1984. 2. 20   브니엘 중학교 교목에서 퇴임
- 1984. 12. 8   오후 1시 40분 소천

## 참고 문헌
- 이상규, 『무명의 전도자 이갑득 목사-이갑득 목사의 70년의 여정』 (한국교회와역사 연구소: 2020).
- 이상규, “무명의 복음 전도자 이갑득 목사”, 『그리워지는 목회자들: 백향목처럼 아름다운 이야기』 (아벨서원: 2020).

## 같이 보기
- 이상규
- 한상동
- 주기철
- 개혁주의
- 한국의 목회자 목록